# جيهان خورشيد
جيهان خورشيد (بالإنجليزية: Gehan Khorshid)‏ فنانة تشكيلية وشاعرة مصرية. تخرجت في كلية الآداب، قسم اللغة الإنجليزية. عقب تخرجها من الكلية، بدأت جيهان رحلتها الداخلية للبحث عن هذه المواهب والقدرات بمجال الشعر. التحقت بجماعة إضافة الأدبية، تحت إشراف الشاعر والناقد إبراهيم الجهيني، وتعلمت كتابة القصائد ذات الرؤية والقيم والمضمون. شاركت بإحدى قصائدها في كتاب شباك الروح مع شعراء آخرين من جماعة إضافة الفنية.
نشرت أول عمل خاص لها تحت اسم ديوان أشياء تشبهني، والذي استقبله القراء والنقاد بشكل إيجابي. وفي مجال الرسم، حضرت العديد من الورش الفنية. وبعد سنوات عدة، اشتركت في العديد من المعارض الفنية مع فنانين آخرين. وتعلمت الكثير من الفنان عبد الرحيم شاهين. في ديسمبر 2015، أقامت معرض تداعي حر للوحاتها في أتيلية القاهرة. ولها مرسم خاص في مجمع الأديان.